# Mariam Dearit

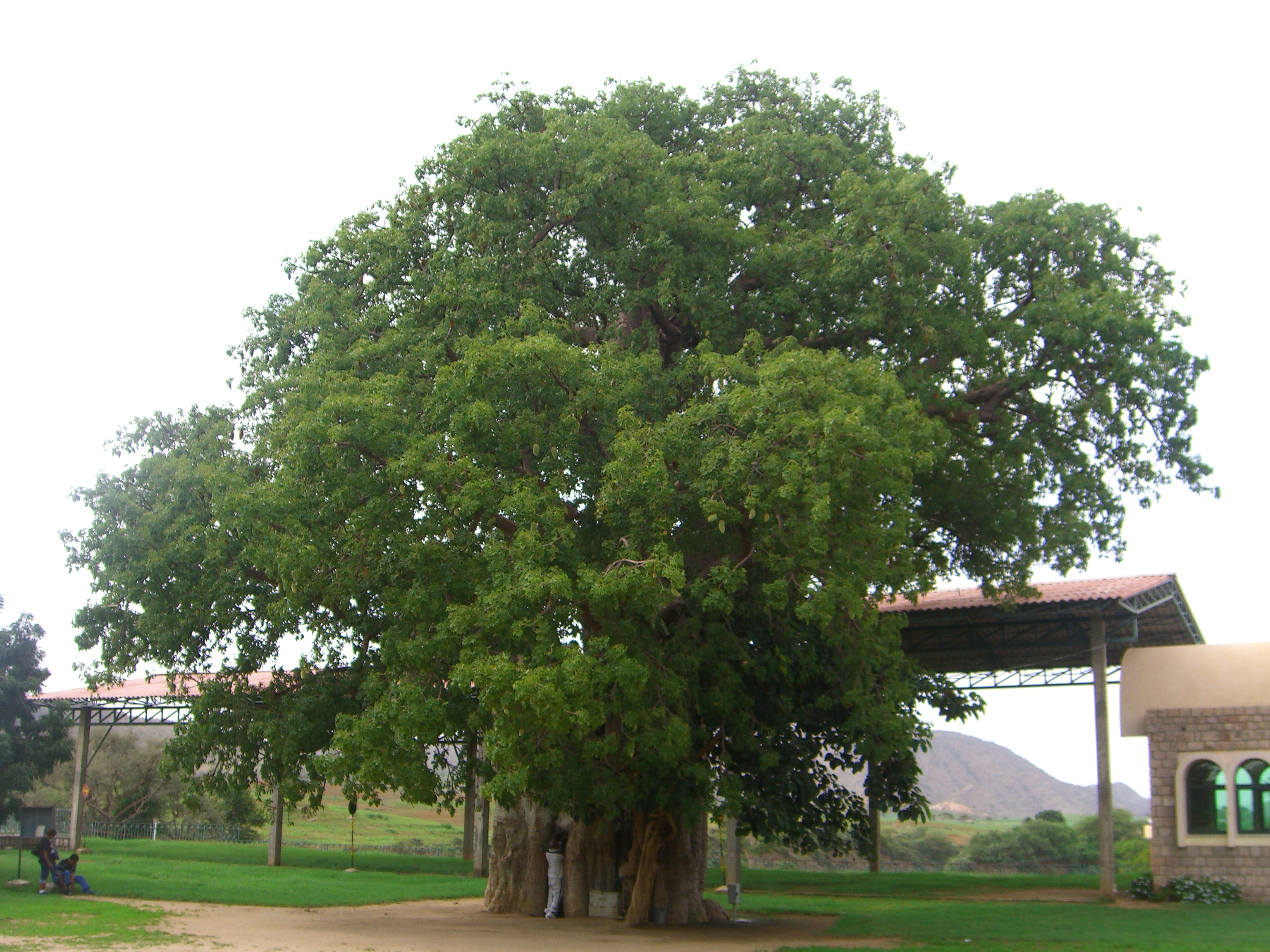
Een heiligdom: de baobab die een kapel van de Heilige Maria vormt

De Mariam Dearit (Mariam Da'arit) is een kapel van de Heilige Maria, gehuisvest in de stam van een baobab. Dit ten noorden van de Eritrese stad Keren aan de weg naar Nakfa gelegen heiligdom, is een van de belangrijkste bedevaartsoorden van het land.
De 16e-eeuwse of ouder zijnde baobab is ruim 22 meter hoog en heeft een interne omtrek van zes meter. Geloofd wordt dat de boom genezende krachten heeft en dat de plek vruchtbaarheid geeft. De ruimte dat in de stam is uitgehakt bevat een zwart bronzen beeld van de Heilige Maria.

## Geschiedenis
In 1869 opende een groep Franse nonnen, bekend als de deqi feqri (Dochters van liefdadigheid), een weeshuis in de omgeving van Keren. De Franse priester Joseph Abune Touvier schonk hen een stuk grond om boomgaarden te cultiveren. Deze boomgaarden bestaan nog altijd. De Franse Lazaristen stuurden uit Parijs een bronzen standbeeld van de Maagd Maria naar de zusters. De nonnen vonden een enorme baobab en hakten een kapel in diens stam. Het standbeeld werd gezegend en op 13 juni 1878 in het nieuwgevormde heiligdom geplaatst.
Later is een legende ontstaan - door sommigen wordt van een wonder gesproken - dat verhaalt van een drietal Italiaanse soldaten die gedurende de Tweede Wereldoorlog onder vuur van Britse vliegtuigen lagen. Zij zochten hun toevlucht in de baobab en beden tot de heilige Maria voor bescherming. Een bom spleet de stam van de baobab en landde tussen de soldaten in zonder te ontploffen. De soldaten hadden het bombardement overleefd en het gat dat in de stam zit zou een blijvende herinnering aan deze gebeurtenis zijn.
De verantwoordelijkheid voor de zorg van Mariam Dearit is in de loop van de tijd verschoven naar de monniken van het Cisterciënzer-klooster in Keren. De locatie dat tot 1993 alleen de baobab met het beeld van Maria bevatte is later uitgebreid met een kerk en heeft zich sindsdien ontwikkeld tot een regulier bezocht bedevaartsoord.

## Gebruiken
Lokale vrouwen maken koffie in de schaduw van de boom, met het geloof dat ze met vruchtbaarheid gezegend worden wanneer een passerende reiziger de aangeboden koffie accepteert.
Jaarlijks wordt er op  29 mei een bedevaart op locatie georganiseerd. Tienduizenden pelgrims, zowel moslims als christenen, komen dan uit heel Eritrea naar Keren om in harmonie aan de vieringen deel te nemen die rondom Mariam Dearit gehouden worden. Er worden gebeden gedaan en er wordt met dans en zang een processie gehouden waarbij het standbeeld van de Maagd Maria wordt rondgedragen.